# Téb-erdő

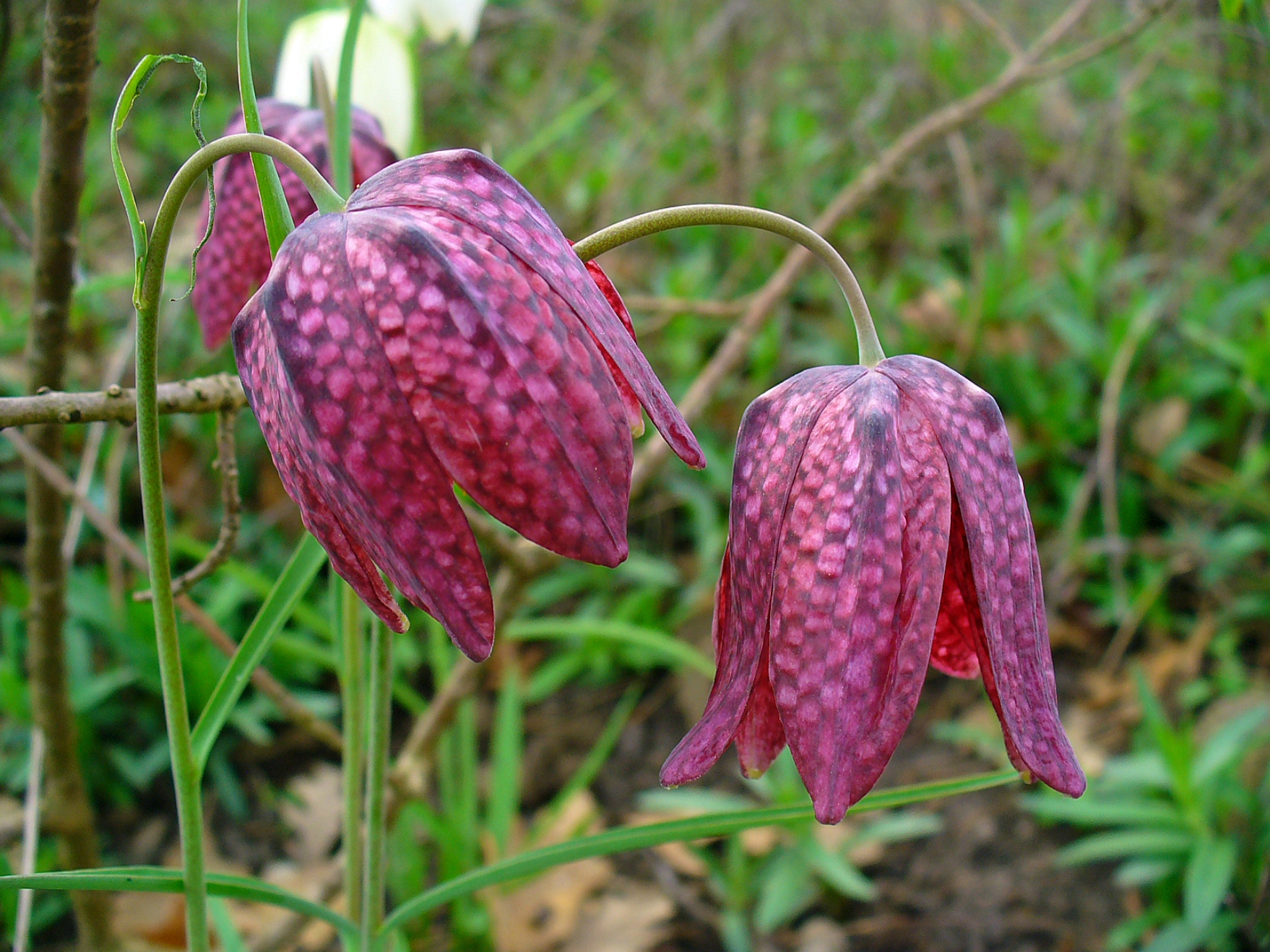
Kockásliliom

A Téb-erdő Tarpától északnyugatra, fekvő, a Tarpai-nagyerdőnél fiatalabb, 50-70 éves korú fákból álló gyertyános tölgyes, melyet két oldalról a Szipa-patak határol. Területén több, egészévben vízzel telt holtág található. 

## Növényvilága
A Téb-erdő aljnövényzetét hegyvidéki elemek jellemzik. Növényei között megtalálható többek között a kárpáti sáfrány: és a kockás kotuliliom is.

## Állatvilága

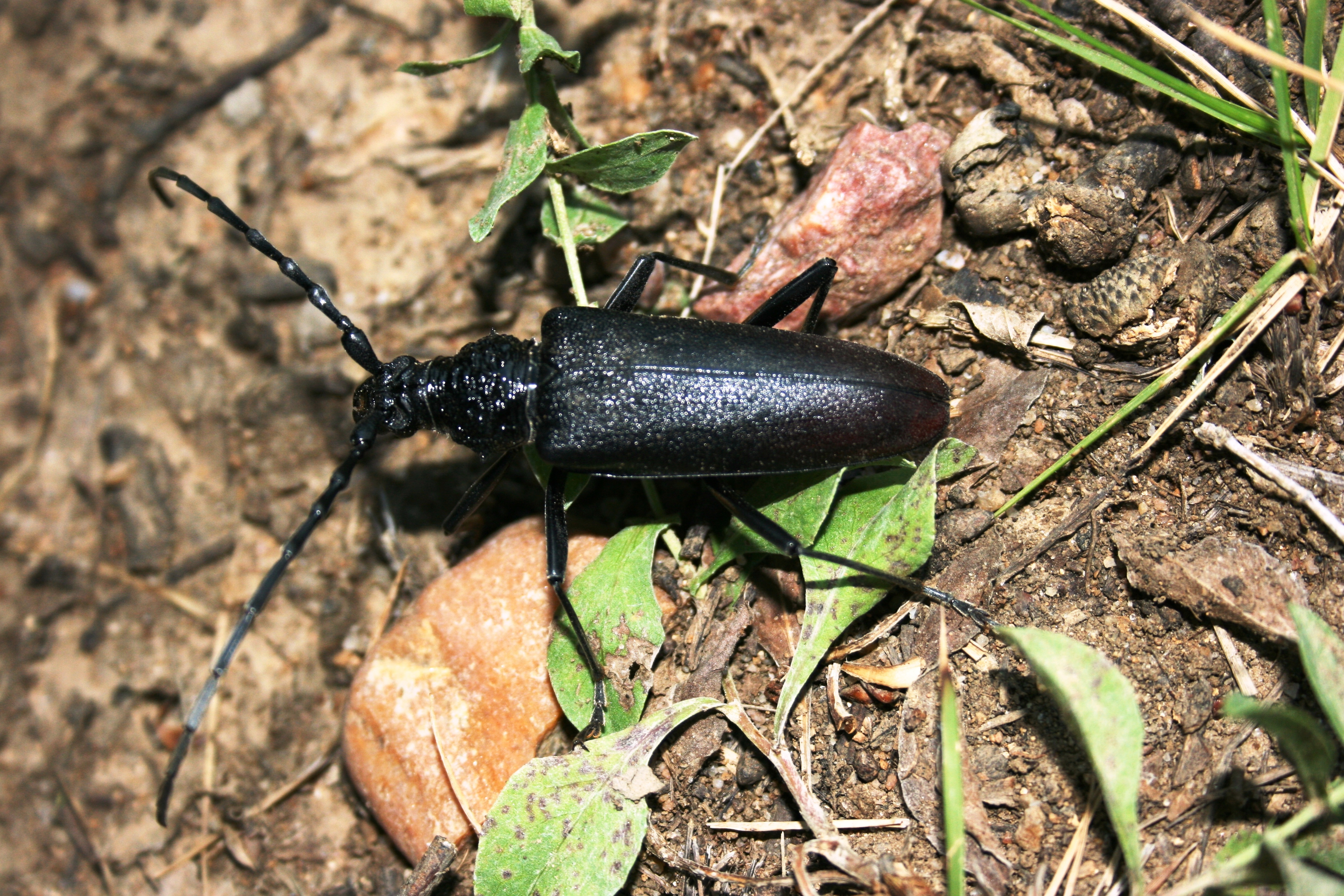
Nagy hőscincér

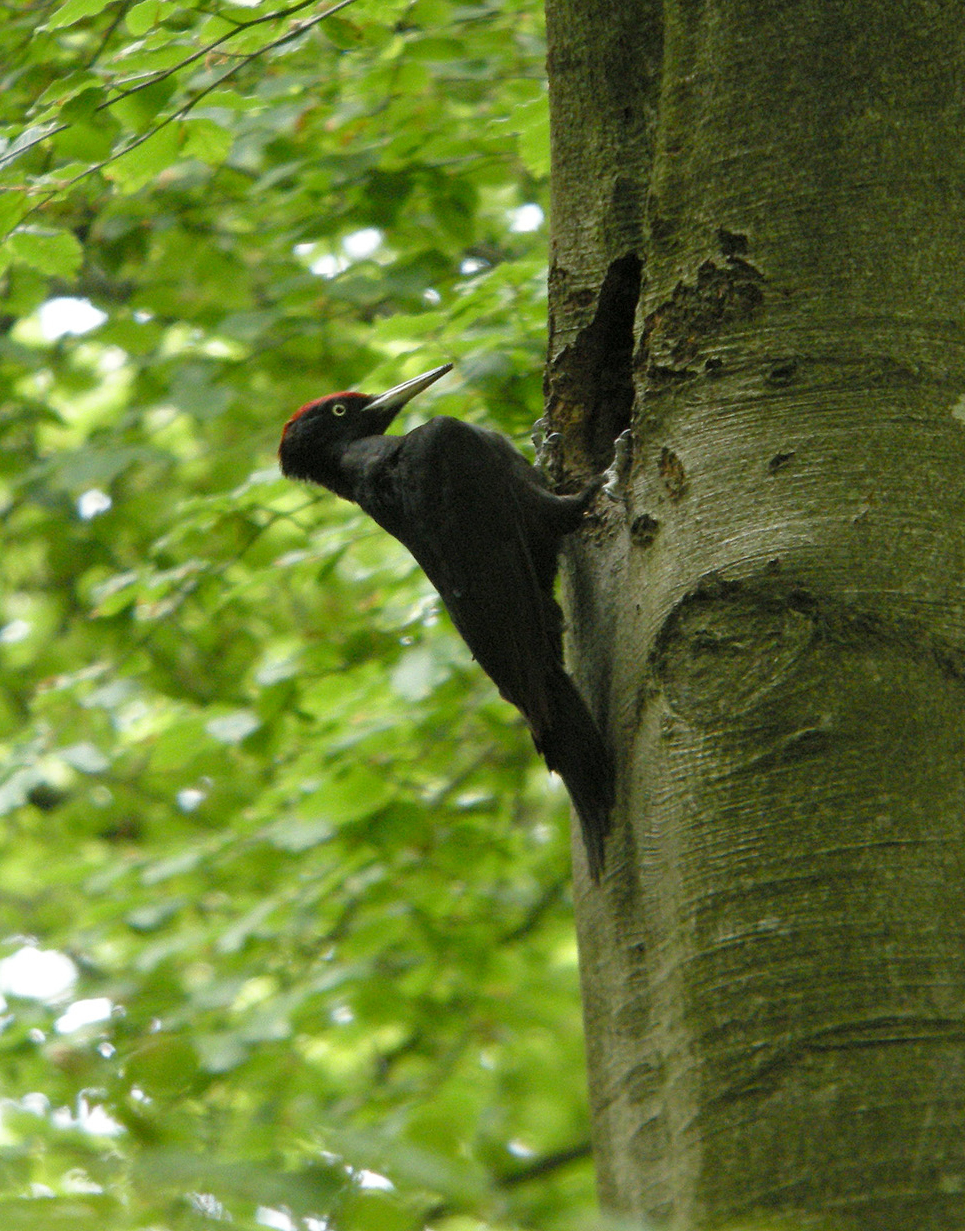
Fekete harkály

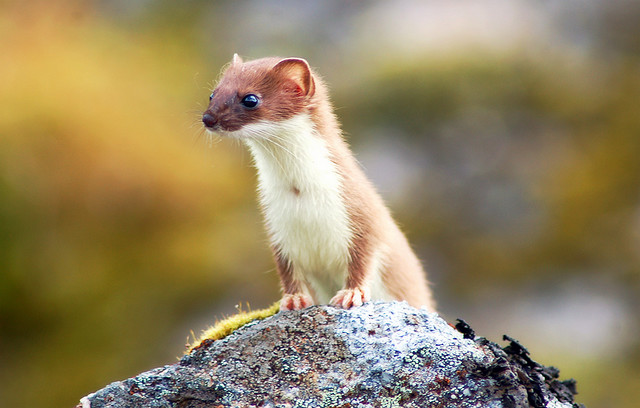
menyét

Kétéltűek és hüllők közül itt él a keresztes vipera, és előfordul a sikló több fajtája, a mocsári béka, és a gőte is.
Madárvilága is jelentős. Megtalálható itt a fekete gólya, a fekete harkály, a holló, a szalakóta, és a gyurgyalag is. A baglyok közül is szinte valamennyi hazai faj megtalálható. A ragadozó madarak közül pedig itt költ a kék- és a vörös vércse, az egerészölyv és a héja is.
Emlősök közül itt él a védett borz, vadmacska, vidra, nyuszt, menyét és a nyest. A rovarevők közül megtalálhatók itt a denevérek és a cickányfélék is, de találkozhatunk itt többek között vaddisznóval, szarvassal, őzzel is.
A környék bogárfaunájából említést érdemel többek között a szarvasbogár, a nagy hőscincér, és az orrszarvú bogár is.